# Borensberg
58°33′48.949″N 15°16′25.475″Ø / 58.56359694°N 15.27374306°Ø
Borensberg er en by i Motala kommune i Östergötlands län i Östergötland  i  Sverige. I 2010 havde byen 2.886  indbyggere . .
Borensberg ligger cirka 15 kilometer øst for Motala ved Göta kanal, nær søen Boren. Borensberg er en industriby hvor der blandt andet produceres plastprodukter. Et ældre navn på Borensberg er Husbyfjöl.

## Göta kanal og Motala ström
Både Motala ström og Göta kanal går gennem byen fra søen Boren, som Borensberg ligger ved.
Over strömmen går den statelige stenbro fra 1797. Göta kanal ved Borensberg blev åbnet i 1825 da strækningen Vättern - Roxen blev taget i brug. Tre år tidligere var västgötadelen af Göta kanal færdigbygget. Slusen ved Göta kanal er den eneste  på östgötasiden som stadig betjenes med håndkraft. 
I Borensberg lå tidligere Sveriges Urmagerforbunds Skole, hvor man uddannede urmagere. Nu er skolen solgt, og ombygget til lejligheder.
I 2007 fejrede Borensberg 700-års jubilæum.

## Eksterne kilder og henvisninger
1. ↑  Tätorter, arealer, befolkning Statistiska centralbyrån.
2. ↑  Wilhelm Tham Beskrivning över Linköpings län (1854-1855), omtryckt i Falköping 1994, sid 219

- Borensberg 700 år Arkiveret 25. marts 2011 hos  Wayback Machine